# Samodzielna Czarna Brygada „Tullio Cividino”
Samodzielna Czarna Brygada "Tullio Cividino" (wł. Brigata Nera Autonoma "Tullio Cividino") – formacja Czarnych Brygad podczas II wojny światowej.
Brygadę sformowano jesienią 1944 r. w Trieście. Nazwa pochodziła od włoskiego oficera faszysty zabitego przez partyzantów 1 kwietnia 1944 r. Jednostka liczyła ok. 400-500 ludzi, zgrupowanych w dwóch batalionach (dowódcy: mjr Nicola Catalano i mjr Massimo Saraceni) i kompanii komandosów. Na jej czele stanął płk Luigi Luzier, następnie ppłk Antonio Vidusso, a następnie sekretarz Republikańskiej Partii Faszystowskiej prowincji Triest płk Bruno Sambo. Funkcję adiutanta dowódcy pełnił ppłk Carlo Giopporini. Pod koniec listopada brygada została podporządkowana dowódcy SS i policji w Trieście SS-Sturmbannführerowi Georgowi Michalsenowi. Przeprowadził on reorganizację brygady, tworząc cztery kompanie piechoty, w tym jedną rezerwową i kompanię komandosów. Trzy bojowe kompanie rozlokowano wzdłuż drogi Triest-Fiume w celu jej ochrony. Natomiast kompania rezerwowa i kompania komandosów znalazły się pod zwierzchnictwem dowódcy Orpo w prowincji Triest. Początkowo Niemcy nie dowierzali Włochom, powierzając im jedynie drugorzędne zadania. Od pocz. 1945 r. Włosi zaczęli wykonywać antypartyzanckie akcje bojowe. Pod koniec kwietnia większość członków brygady przyłączyła się do oddziałów niemieckich, wycofujących się na północ. Nie jest znany ich dalszy los. Natomiast płk B. Sambo wyjechał z Triestu, zanim do miasta wkroczyli jugosłowiańscy partyzanci Josipa Broz Tity. Udał się do Wenecji, gdzie poddał się Brytyjczykom.